# Kobe
Kobe (神戸市 Kōbe-shi?) este un municipiu din Japonia, centrul administrativ al prefecturii Hyōgo. Este al cincilea oraș ca mărime din Japonia.

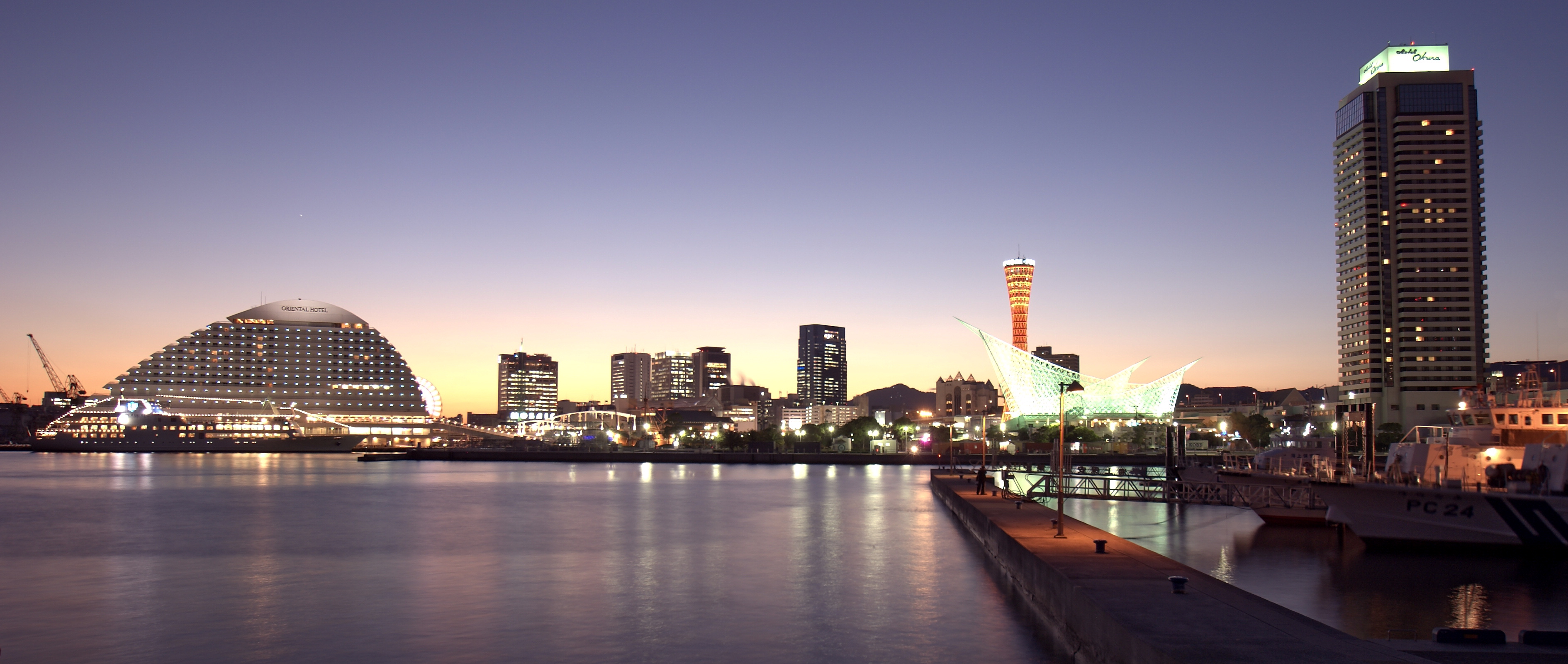
Portul Kobe

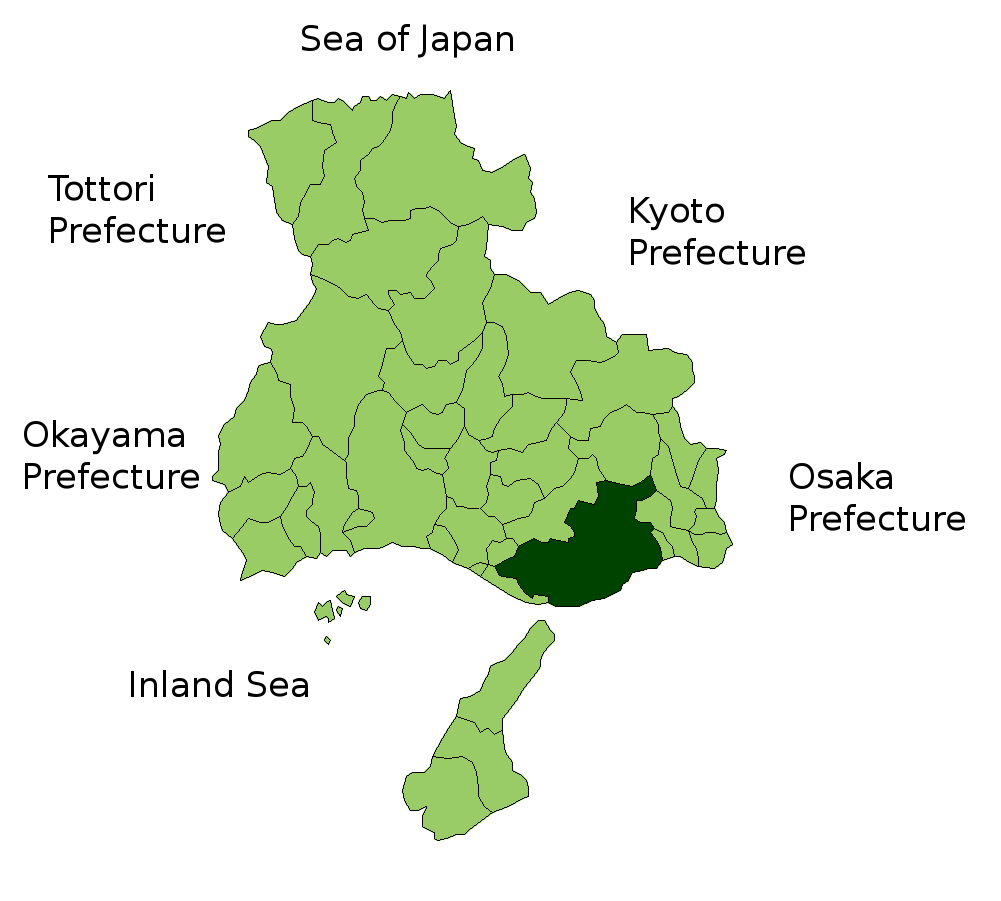

Pe 17 ianuarie 1995, la ora 5:46 a.m., a fost lovit de un cutremur înregistrând 7,2 grade pe scara Richter, cu epicentrul exact sub regiunea Hanshin-Awaji. Acest dezastru natural a făcut 6 435 de victime sau persoane dispărute, a distrus complet sau parțial 250 000 de reședințe și a făcut necesară evacuarea a peste 320.000 de locuitori.

## Personalități născute aici
- Toyohiko Kagawa (1888 - 1960), misionar creștin;
- Asakazu Nakai (1901 - 1988), operator de film și director de imagine;
- Kichijirō Ueda (1904 - 1972), actor;
- Taiji Tonoyama (1915 - 1989), actor;
- So Matsuyama (1918 - 1977), scenograf;
- Tokutaro Ukon (1913 - 1944), fotbalist;
- Masanori Tokita (1925 - 2004), fotbalist;
- Yukio Goto (? - 1976), fotbalist;
- Yoshio Okada (1926 - 2002), fotbalist;
- Kuniya Daini (n. 1944), fotbalist;
- Hiroshi Michinaga (n. 1956), arcaș;
- Taki Inoue (n. 1963), pilot de Formula 1;
- Tomokazu Myojin (n. 1978), fotbalist;
- Shinji Kagawa (n. 1989), fotbalist;
- Hifumi Abe (n. 1997), judocan;
- Uta Abe (n. 2000), sportivă la judo.

## Galerie

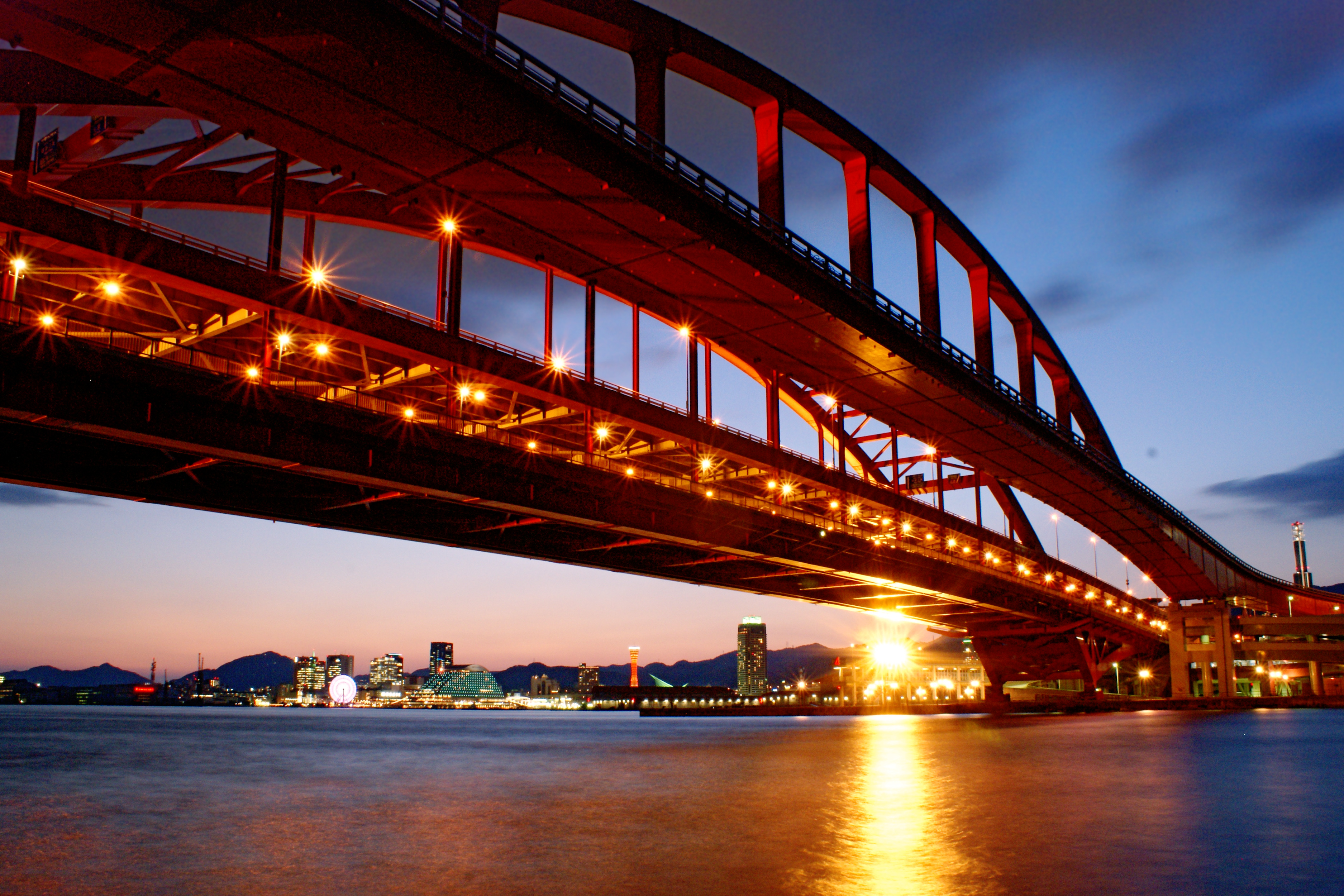
Kobe-Ohashi
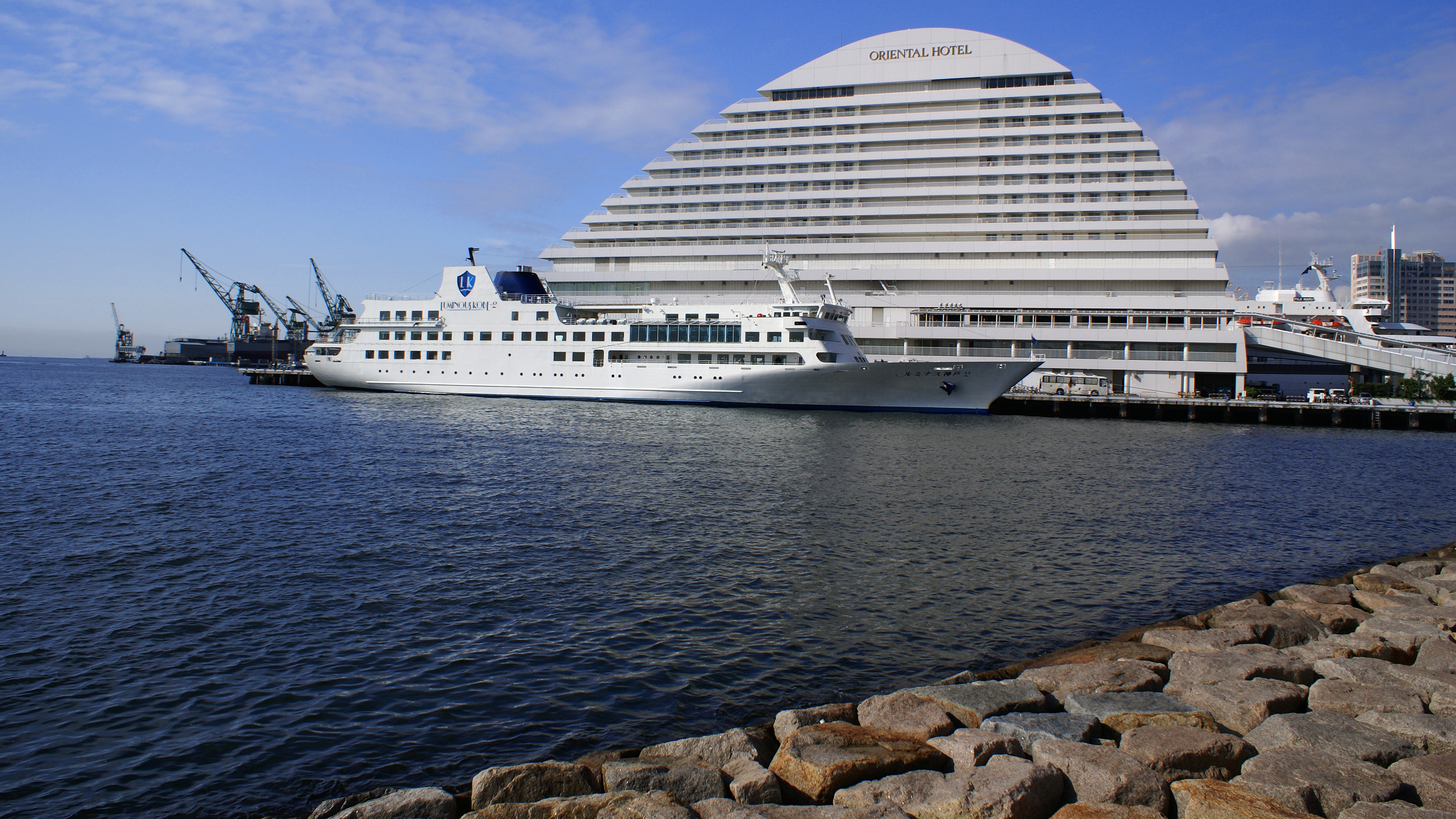
Hotelul Meriken Park Oriental
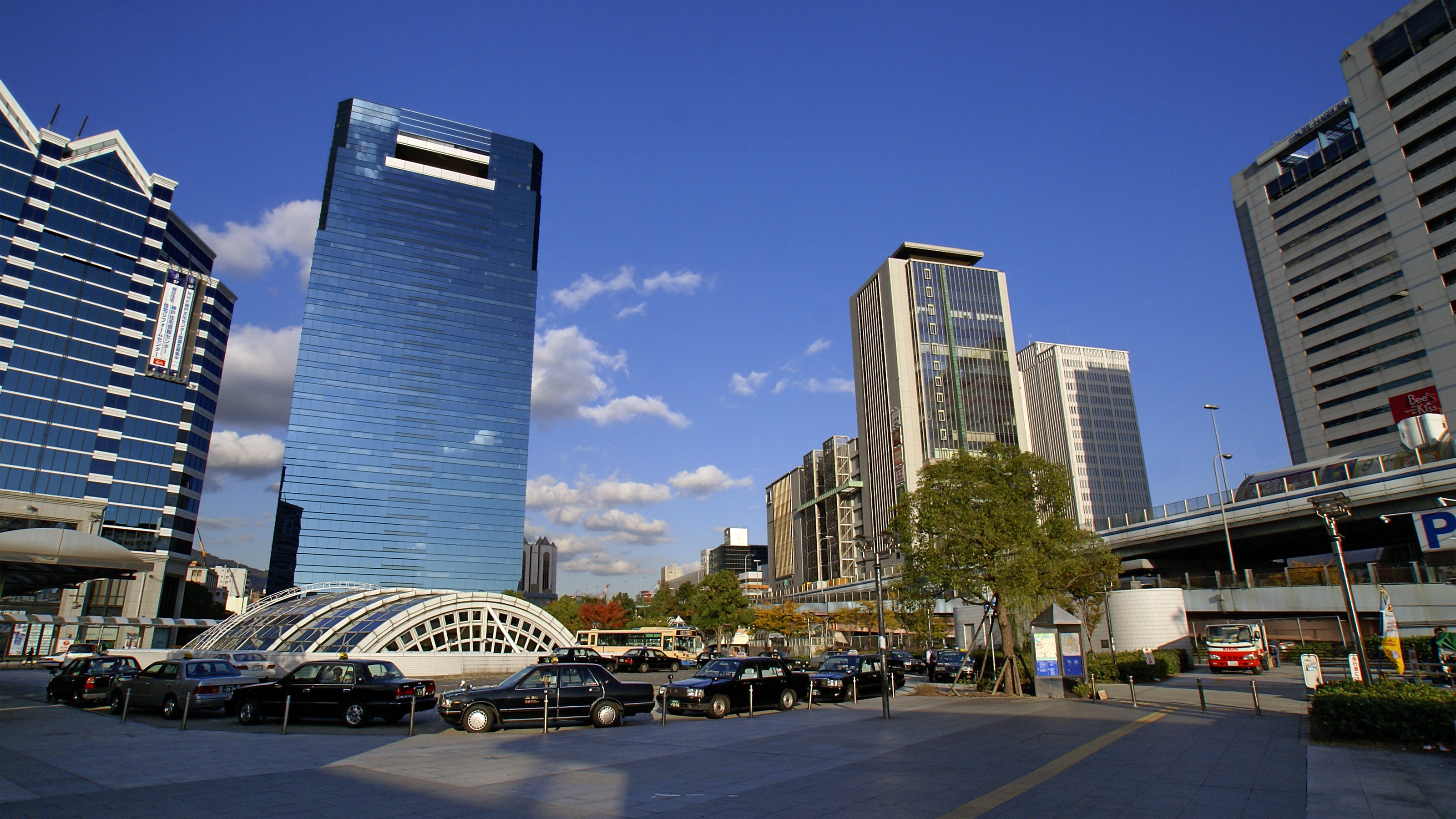
Zona portului
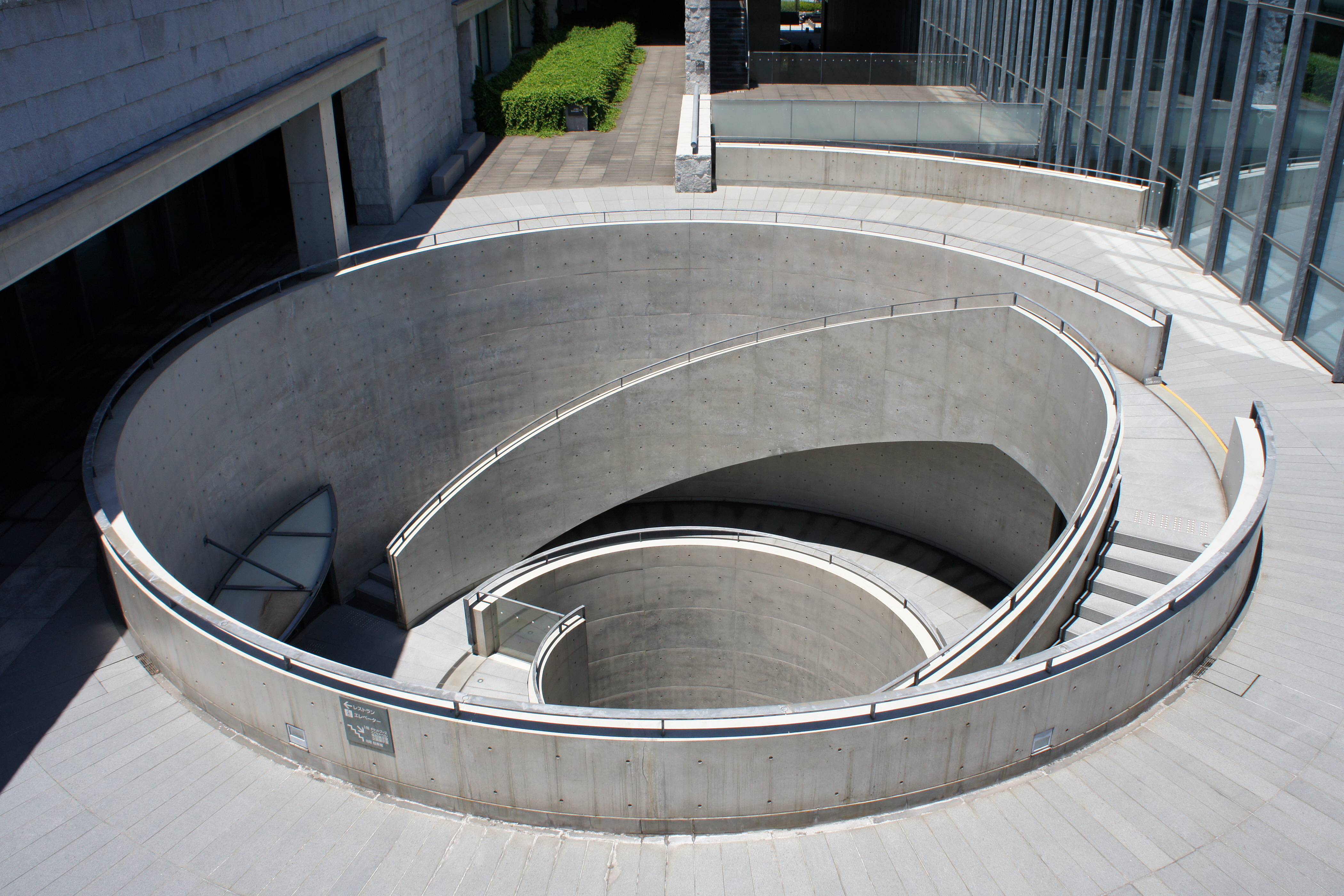
Muzeul Prefectoral de Artă Hyogo